# 法律家の舞踏会
法律家の舞踏会（ドイツ語: Juristenball）は、オーストリアの最も古い舞踏会の一つに数えられる法律家による伝統の舞踏会。オーストリア法学協会によって、オーストリアの皇帝の邸宅であったウィーンのホーフブルク宮殿において開催され、約200年の歴史を誇る。
舞踏会の開会は主賓入場から始まり、その後、オーストリア法学協会会長がゲストを迎え、法務大臣が開会の挨拶を行う。続いて女性ノービスダンサーとデビュタントの伝統的なダンスにより本格的に舞踏が開始される。

## 歴史
法律家の舞踏会は1819年頃に初めて開催され、当時の社会のエリート階層の人々が集った、ウィーンで有名なSperlsäle（ツム・スペルル）で開催された。
その数年後、舞踏会の開催場所は何度か変更され、1835年頃には、ホーフブルク宮殿のルドゥーテホール（ドイツ語: Redoutensäle）において、その後はウィーン楽友協会ホール（ドイツ語: Musikvereinssaal）、更にその後、ゾフィエンザール（ドイツ語: Sophiensäle）において開催された。
ヨハン・シュトラウス2世は1856年にウィーン大学の法学生のためにに捧げられた舞踏会のためのワルツを書いている。
オーストリア国家条約への署名後の1956年以来、オーストリア法学協会は毎年カーニバルの土曜日（ドイツ語: Faschingssamstag）に舞踏会を催している。当時は、ウィーン大学の医学部において舞踏会が開催がされることになっていた。しかし、数年後、舞踏会の開催地はウィーンのホーフブルク宮殿にもどり、以来、毎年ホーフブルク宮殿にて舞踏会が開催されている。